# Braxton Family Christmas
Albums de The Braxtons
So Many Ways
(1996)
Singles
1. Every Day Is Christmas
Sortie : 5 novembre 2015

 Braxton Family Christmas est le second album du groupe américain The Braxtons, sorti le 30 octobre 2015.
L'opus génère un single : Every Day Is Christmas.

## Historique
Toni, Traci, Towanda, Trina et Tamar ont signé leur premier contrat d'enregistrement avec Arista Records en 1989 sous le nom de groupe The Braxtons. En 1990, le groupe sort son premier single, intitulé Good Life, qui est le seul et unique titre en tant que quintette. Good Life s’érige à la 79e place du Billboard Hot R & B / Hip-Hop Singles. Au moment de la sortie du single, les différences d'âge des membres ont créé un problème avec le marketing. Par la suite, The Braxtons se sépare de Arista Records.
En 1991, au cours d’un showcase avec Antonio "L. A." Reid et Kenneth "Babyface" Edmonds, qui étaient dans le processus de formation de LaFace Records, Toni Braxton, la cadette du groupe, a été choisie et signée comme première artiste féminine du label. À l'époque, les membres restants ont été informés que LaFace Records ne cherchait pas un autre groupe de fille, car il venait de signer TLC,.
Après le départ de Toni, du groupe en 1991, les membres restants sont devenus les choristes pour la première tournée américaine de Toni. Traci, Towanda, Trina et Tamar apparaissent également dans la vidéo du troisième single de leur sœur Toni Braxton, Sept Whole Days, extrait de son premier album éponyme album. En 1993, le vice-président de LaFace Records, Bryant Reid, a signé le groupe The Braxtons sur le label,. Toutefois, le groupe n'a jamais sorti un album ou un single pour ce label,. Lorsque Reid a ensuite travaillé pour Atlantic Records, il convainc les dirigeants de LaFace Records de reprendre le groupe et de le signer sur Atlantic Records,. Il a été rapporté dans le magazine Vibe que, en 1995, Traci Braxton avait quitté le groupe pour poursuivre une carrière en tant que conseiller auprès des jeunes. Cependant, il n'a pas été  confirmé jusqu'à un aspect promotionnel 2011 sur le Mo'Nique Show, que Traci n'a pas été autorisé à signer avec Atlantic en raison de sa grossesse à l'époque.
En janvier 2011, la chaîne WE tv confirme qu'elle a signé Toni Braxton pour une série de télé-réalité, intitulée Braxton Family Values, basée d'après les relations entre Toni, sa mère Evelyn et sœurs : Traci, Trina, Towanda et Tamar. La série débute le 12 avril 2011 et attire 350 000 spectateurs, ce qui est un énorme succès d'audiences pour cette chaîne du câble. De ce fait, elle est renouvelée pour plusieurs saisons supplémentaires et à même le droit à une série dérivée prénommée Tamar & Vince, basée sur la vie de Tamar Braxton, qui débute le 19 décembre 2011.
En juillet 2014, lors de la 4e saison de la télé-réalité à succès Braxton Family Values, il est confirmé que les sœurs Braxtons travaillent ensemble à l’élaboration d'un album.

## Singles
Le groupe publie le single Every Day Is Christmas.

## Performance commerciale
Braxton Family Christmas débute à la 27e place du Billboard R&B/Hip-Hop Albums, au 10e rang du US R&B Chart et atteint la 12e position du US Top Holiday Albums le 21 novembre 2015,. Il atteint la 1re meilleure position au Heatseekers Albums le 12 décembre 2015.

## Promotion
Le groupe interprète "Mary, Did You Know?" et "Under My Christmas Tree" avec leur frère Michael Braxton Jr. sur le talk show que Tamar Braxton coprésente The Real le 18 décembre 2015.
La prestation a créé l'évènement aux États-Unis, car c'est la 1re fois que le groupe rechante en tant que quintet, après 25 ans d'absence et de projets solos,.

## Liste des titres
| No | Titre                                           | Auteur                                                                                              | Durée |
| -- | ----------------------------------------------- | --------------------------------------------------------------------------------------------------- | ----- |
| 1. | This Christmas                                  | Donny Hathaway et Nadine McKinnor                                                                   | 3:19  |
| 2. | Every Day is Christmas                          | Toni Braxton, Kenneth "Babyface" Edmonds, Antonio Dixon, Leon Thomas III, Khristopher Riddick-Tynes | 3:06  |
| 3. | Mary, Did You Know?                             | Mark Lowry, Buddy Greene                                                                            | 3:52  |
| 4. | Oh Holy Night (A cappella)                      | Adolphe Adam                                                                                        | 2:56  |
| 5. | Last Christmas                                  | George Michael                                                                                      | 4:21  |
| 6. | Blessed New Year                                | Toni Braxton, Antonio Dixon, Harold Lilly                                                           | 2:04  |
| 7. | Under My Christmas Tree (feat. Michael Braxton) | Michael Braxton                                                                                     | 2:29  |
| 8. | This Christmas (Braxton Family Version)         | Donny Hathaway et Nadine McKinnor                                                                   | 3:27  |

## Crédits
Informations issues et adaptées du site Discogs.
Album
| - The Braxtons : interprètes principales, chœurs - Toni Braxton : productrice exécutive - Herb Powers, Jr. : mastering - Tab Nkhereanye : A&R - Terese Joseph : administration A&R - Leesa D. Brunson : opérations A&R - Ashley Pawlak : direction artistique - Tai Linzie : coordinatrice | - Sandy Brummels : directrice de la création - Ashley Pawlak : design - Gary Stiffelman : direction juridique - Ian Allen, Craig Baumgarten et Vol S. Davis III : management - Marcus T. Grant, Lynn Gonzalez et Antoinette Trotman : management - Dana Kirk : marketing - Miranda Penn Turin : photographie - Andy Proctor : package production |

Chansons 1, 3 et 5
| - Buddy Greene et Mark Lowry : auteurs, compositeurs - Donny Hathaway et Nadine Mc Kinnor : auteurs, compositeurs - George Michael : auteur, compositeur - Christopher "Tricky" Stewart : producteur, programmations - Pierre Medor : coproducteur, piano, programmations - Lee Blake : arrangement | - Michael Thompson : guitare - Sam Thomas : enregistrement - Jeremy Brown et Randy Warnken : ingénieurs du son assistants (enregistrement) - Andrew Wuepper : mixage - Tyler Kumpee et CJ Ridings : ingénieurs du son assistants (mixage) |

Chansons 2, 4, 6, 7 et 8
| - Adolphe Adam : auteur, compositeur - Kenneth "Babyface" Edmonds : auteur, compositeur - Harold Lilly : auteur, compositeur - Leon Thomas III : auteur, compositeur - Antonio Dixon : auteur, compositeur, producteur, arrangement, claviers, percussions, instruments, programmations - Toni Braxton : auteur, compositrice, productrice - Michael Braxton : auteur, compositeur, producteur, interprète - Khristopher Riddick-Tynes : auteur, compositeur, programmations - Demonte Posey : piano, production additionnelle, arrangement - The Rascals : coproducteurs | - Eric Dawkins : arrangement vocal - Eric Jackson : guitare - Greg Phillinganes : piano - David Abraham : piano - Jamelle Williams : trompette - Eric Walls : guitare électrique - Donald Walls : cors - Paul Boutin : enregistrement et mixage - Luke Campolieta et Kenneth ‘K. Rich’ Richmond : ingénieurs du son assistants (enregistrement) |

## Classements
| Classement (2015)            | Peak position |
| ---------------------------- | ------------- |
| Billboard R&B/Hip-Hop Albums | 27            |
| Top Heatseekers              | 1             |
| R&B Albums                   | 10            |
| Top Holiday Albums           | 12            |